# Сонет 145
Сонет 145 (англ. Sonnet 145) — один из 154 сонетов, написанных Уильямом Шекспиром и впервые опубликованных в 1609 году. Дата написания неизвестна, существуют разные гипотезы на этот счёт. Результаты компьютерного анализа показывают, что сонеты со 127-го по 154-й были написаны в начале 1590-х годов, но не все исследователи с этим согласны. Возможно, Шекспир редактировал все сонеты до момента их публикации.
Предположительно первое издание не было авторизованным. Тем не менее начиная с 1711 года сонеты публикуются в той же последовательности, и учёные на основе изначальной нумерации раскрывают историю любовного треугольника, которая служит подтекстом для всего цикла.
145-й сонет формально относят к циклу стихотворений, посвящённых «смуглой леди»: в них Шекспир обращается к неназванной по имени женщине, которую явно противопоставляет классической для петраркистской поэзии светловолосой красавице. При этом 145-й сонет заметно отличается от остальных: в нём нет сложной системы образов и смены настроений, это единственный сонет, написанный четырёхстопным ямбом (в остальных — пятистопный ямб). Большинство исследователей уверено, что это раннее произведение Шекспира, включённое в сборник по ошибке. Шекспировед Эндрю Герр в 1971 году предположил, что 145-й сонет на самом деле посвящен жене автора, Энн Хэтэуэй. Так по его мнению слова hate away являются каламбуром на её девичью фамилию (Hathaway), а следующие за этим слова And saved my life были бы неотличимы по произношению от Anne saved my life.